# Từ loại
Trong ngữ pháp truyền thống, từ loại (còn được gọi là lớp từ, lớp từ vựng hoặc bộ phận dùng trong lời nói trong Ngữ pháp truyền thống) (tiếng Anh: part of speech hoặc part-of-speech; nghĩa đen: một phần lời nói) là một hạng mục từ (hoặc nói chung hơn là các mục từ vựng) có các thuộc tính ngữ pháp giống nhau. Các từ được xếp loại vào cùng một từ loại thường hiển thị hành vi cú pháp giống nhau (chúng đóng những vai trò giống nhau trong cấu trúc ngữ pháp của câu), đôi khi có hình thái giống nhau ở chỗ là chúng biến tố vì những thuộc tính giống nhau và thậm chí là hành vi ngữ nghĩa giống nhau.
Các từ loại tiếng Anh thường được liệt kê là danh từ, động từ, tính từ, trạng từ, đại từ, giới từ, liên từ, thán từ, số từ, mạo từ, hoặc hạn định từ. Các ngôn ngữ Ấn-Âu khác về cơ bản cũng có tất cả các lớp từ này; một ngoại lệ cho sự khái quát này là việc tiếng Latinh, tiếng Phạn và hầu hết các ngôn ngữ Slavic không có mạo từ. Ngoài ngữ hệ Ấn-Âu, các ngôn ngữ châu Âu khác như tiếng Hungary và tiếng Phần Lan, cả hai đều thuộc ngữ hệ Ural, hoàn toàn thiếu giới từ hoặc chỉ có rất ít giới từ; thay vào đó, chúng có giới từ đứng sau.
Hầu như tất cả các ngôn ngữ đều có các lớp từ là danh từ và động từ, nhưng ngoài hai lớp này còn có những biến thể đáng kể giữa các ngôn ngữ khác nhau. Ví dụ:
- Tiếng Nhật có đến ba loại tính từ, trong đó tiếng Anh có một loại.
- Tiếng Trung Quốc, Hàn Quốc, Nhật Bản và tiếng Việt có một lớp phân loại danh định.
- Nhiều ngôn ngữ không phân biệt giữa tính từ và trạng từ, hoặc giữa tính từ và động từ (xem động từ tĩnh).

Do sự khác nhau về số lượng các hạng mục và các đặc tính nhận dạng của chúng, nên việc phân tích các từ loại phải được thực hiện đối với từng ngôn ngữ một. Tuy nhiên, tên gọi cho mỗi hạng mục được ấn định dựa trên cơ sở các tiêu chí chung.

## Tiếng Việt

### Danh từ
Sách giáo viên Ngữ Văn Lớp 6 định nghĩa danh từ dựa trên ba tiêu chí:
- Ý nghĩa của từ: Danh từ có ý nghĩa thực thể. Ví dụ: nhà, cửa, bàn, ghế, học sinh, thầy giáo, công nhân, v.v...
- Khả năng kết hợp của từ. Ví dụ từ nhà, cửa, bàn, ghế, học sinh, thầy giáo, giáo viên, công nhân,  v.v... có khả năng kết hợp với tất cả, những, các, v.v... (về phía trước) và này, ấy, v.v... (về phía sau) tạo thành cụm danh từ.
- Chức vụ cú pháp của từ: Danh từ thường có chức vụ cú pháp chủ yếu là chủ ngữ; khi làm vị ngữ cần có động từ đứng trước.

Theo Sách giáo khoa Ngữ Văn Lớp 6, định nghĩa của danh từ là "những từ chỉ người, sự vật, hiện tượng, khái niệm…" và được chia làm hai loại lớn với nhiều loại nhỏ hơn:
- Danh từ đơn vị: đứng trước sự vật, nêu tên đơn vị dùng để tính đếm, đo lường sự vật.
  - Danh từ đơn vị tự nhiên hay Loại từ. Ví dụ: con bò, tờ giấy.
  - Danh từ đơn vị quy ước; hạng mục này còn được phân loại ra thành hai loại con nữa:
    - Danh từ đơn vị chính xác. Ví dụ: hai lạng thịt, một lít nước mắt.
    - Danh từ đơn vị ước chừng. Ví dụ: một tá trứng, hai đôi giày.
- Danh từ chỉ sự vật: nêu tên từng loại hoặc từng cá thể người, vật, hiện tượng, khái niệm, v.v. Ví dụ: cửa, bàn, ghế, học sinh, thầy giáo, công nhân.

### Động từ
Theo Sách giáo khoa Ngữ Văn Lớp 6, định nghĩa của động từ là "những từ chỉ hoạt động, trạng thái của sự vật" và kết hợp với các từ đã, sẽ, đang, cũng, vẫn, hãy, chớ, đừng, v.v (phó từ) để tạo thành cụm động từ. Chức vụ điển hình của động từ trong câu là vị ngữ; khi làm chủ ngữ, chũng sẽ mất khả năng kết hợp với phó từ.

### Tính từ
Từ chỉ đặc điểm, tính chất của sự vật, hiện tượng… Ví dụ; đẹp, thông minh,..
Chức vụ điển hình của tính từ trong câu là vị ngữ
cụm tính từ:
| phó từ | + tính từ + | Chỉ từ Các từ chỉ sự so sánh Các từ chỉ mức độ, phạm vi hay nguyên nhân của đặc điểm, tính chất. |

Tính từ được chia làm 2 loại:
- Tính từ chỉ đặc điểm tương đối
- Tính từ chỉ đặc điểm tuyệt đối

### Số từ
Từ chỉ số lượng và thứ tự của sự vật, sự việc…
- ST chỉ số lượng: đứng trước danh từ. VD: một canh, hai canh..
- ST chỉ thứ tự: đứng sau danh từ. VD: canh bốn, canh năm

### Lượng từ
Từ dùng để chỉ lượng ít hay nhiều của sự vật. Ví dụ: Tất cả, mọi, những, mấy, vài, dăm, từng, các, mỗi..

### Phó từ
Từ chuyên đi kèm với động từ, tính từ để bổ sung ý nghĩa cho nó. VD: đã-đang-sẽ, rất-lắm-quá, cũng-từng, không-chưa-chẳng, được…

### Đại từ
Từ dùng để chỉ người, sự vật,… hoặc dùng để 
- Đại từ để chỉ: tôi, ta, nó, họ, hắn…; bấy nhiêu,
- Đại từ để hỏi: bao nhiêu, gì, ai, sao, thế nào...

### Chỉ từ
Từ dùng để trỏ vào sự vật nhằm xác định vị trí của sự vật trong không gian, thời gian. Ví dụ: này, kia, ấy, nọ

### Quan hệ từ
Từ dùng để biểu thị ý nghĩa quan hệ như so sánh, sở hữu, nhân quả... giữa các bộ phận của câu hoặc giữa các câu trong một đoạn văn.
Ví dụ:
- và, nhưng, bởi vì, nếu, như, của...
- Cặp quan hệ từ:
- giả thiết-kết quả: nếu-thì,...
- nguyên nhân-kết quả:vì-nên,...
- tăng tiến:không những.-mà còn, không chỉ-mà còn,...
- tương phản:tuy-nhưng,....

### Trợ từ
Từ chuyên đi kèm với một số từ ngữ để nhấn mạnh hoặc biểu thị thái độ đánh giá sự vật, sự việc được nói đến ở từ ngữ đó.
Ví dụ như từ "những", "có", "chỉ", "ngay", "chính" trong câu: ăn những hai bát cơm, ăn có hai bát cơm, chỉ ba đứa, đi ngay, chính nó,..

### Thán từ
Từ dùng để bộc lộ tình cảm, cảm xúc(a, ái, ôi, ô hay, than ôi,...) hoặc để gọi đáp (này, ơi, vâng, dạ…).

### Tình thái từ
Từ dùng để thêm vào câu để tạo nên câu nghi vấn, câu cầu khiến, câu cảm thán hoặc biểu thị sắc thái tình cảm của người nói. Ví dụ:
- à, ư, hả, hử, nhỉ, chăng, chứ,... (nghi vấn)
- đi, nào, với (cầu khiến)
- thay, sao... (cảm thán)
- ạ, nhé, cơ mà... (sắc thái tình cảm)